# Liegi-Bastogne-Liegi 1933
La Liegi-Bastogne-Liegi 1933, ventitreesima edizione della corsa, fu disputata il 25 maggio 1933 per un percorso di 213 km. Fu vinta dal belga François Gardier, giunto al traguardo in 6h05'24" alla media di 34,975 km/h, precedendo i connazionali René Dewolf e Albert Bolly. 
I corridori che portarono a termine la gara al traguardo di Liegi furono in totale 19.

## Ordine d'arrivo (Top 10)
| Pos. | Corridore           | Squadra      | Tempo    |
| ---- | ------------------- | ------------ | -------- |
| 1    | François Gardier    | Depas Cycles | 6h05'24" |
| 2    | René Dewolf         | -            | a 2'16"  |
| 3    | Albert Bolly        | -            | a 2'18"  |
| 4    | Edward Vissers      | -            | a 2'41"  |
| 5    | Georges Lemaire     | Depas Cycles | a 2'51"  |
| 6    | Joseph Vanderhaegen | -            | a 8'08"  |
| 7    | François Adam       | Armor        | s.t.     |
| 8    | Auguste Van Tricht  | -            | a 8'21"  |
| 9    | Désiré Louesse      | -            | a 8'30"  |
| 10   | André Decroix       | -            | a 8'32"  |